# Улица Володарского (Сестрорецк)
Улица Волода́рского — улица в городе Сестрорецке Курортного района Санкт-Петербурга. Проходит от площади Свободы и переулка Свободы до Приморского шоссе возле Сестрорецкого кладбища. На юго-запад продолжается безымянным проездом (частью площади Свободы), а далее — улицей Воскова.

## Название
Первоначальное название — Вы́боргская улица. Оно появилось в XVIII веке и связано с тем, что до прокладки Приморского шоссе улица служила частью дороги на Выборг.
В 1920-х годах улицу переименовали в улицу Володарского — в честь революционера В. Володарского, выступавшего в Сестрорецке (в летнем театре на Ермоловском проспекте) в октябре 1917 года.

## История
В 1945—1946 годах пленными немцами на улице были построены каменные дома-коттеджи. При строительстве Приморского шоссе к 1962 году был снесён район старых деревянных домов между улицей Володарского и Сестрорецким Разливом.

Значительно расширится улица Володарского: по обе её стороны вырастут красивые многоэтажные каменные дома, а посредине ровной лентой протянется зелёный бульвар, украшенный цветами. Это будет тихая улица, так как движение автомобильного транспорта будет перенесено на скоростную трассу за границу города, окаймлённую восьмиэтажными зданиями. Трасса уже проложена от Ленинграда до Тарховки. Дальше её полотно протянется через озеро Сестрорецкий Разлив, где вместо ветхого Красногвардейского моста будет выстроен новый широкий железобетонный мост. Над железнодорожными переездами появятся виадуки, которые обеспечат безостановочное движение автотранспорта.

Бульвар расположился от дома 6 до улицы Борисова по обе стороны улицы Володарского. Его площадь — 4,2 гектара. Является зелёной зоной общего пользования. В 2007 году прошёл капитальный ремонт бульвара.
В 1972 году на улице Володарского проложен водовод диаметром 700 мм.

## Застройка
- № 1 — гостиница П. Е. Калачева (1870—1873; выявленный объект культурного наследия[8]). В 1930-х годах здесь разместилась милиция, после войны — райком КПСС. С 1970-х — военкомат, а в 2000-х здесь оборудовали участок мирового судьи[9].

- № 3 — жилой дом (1965[10])

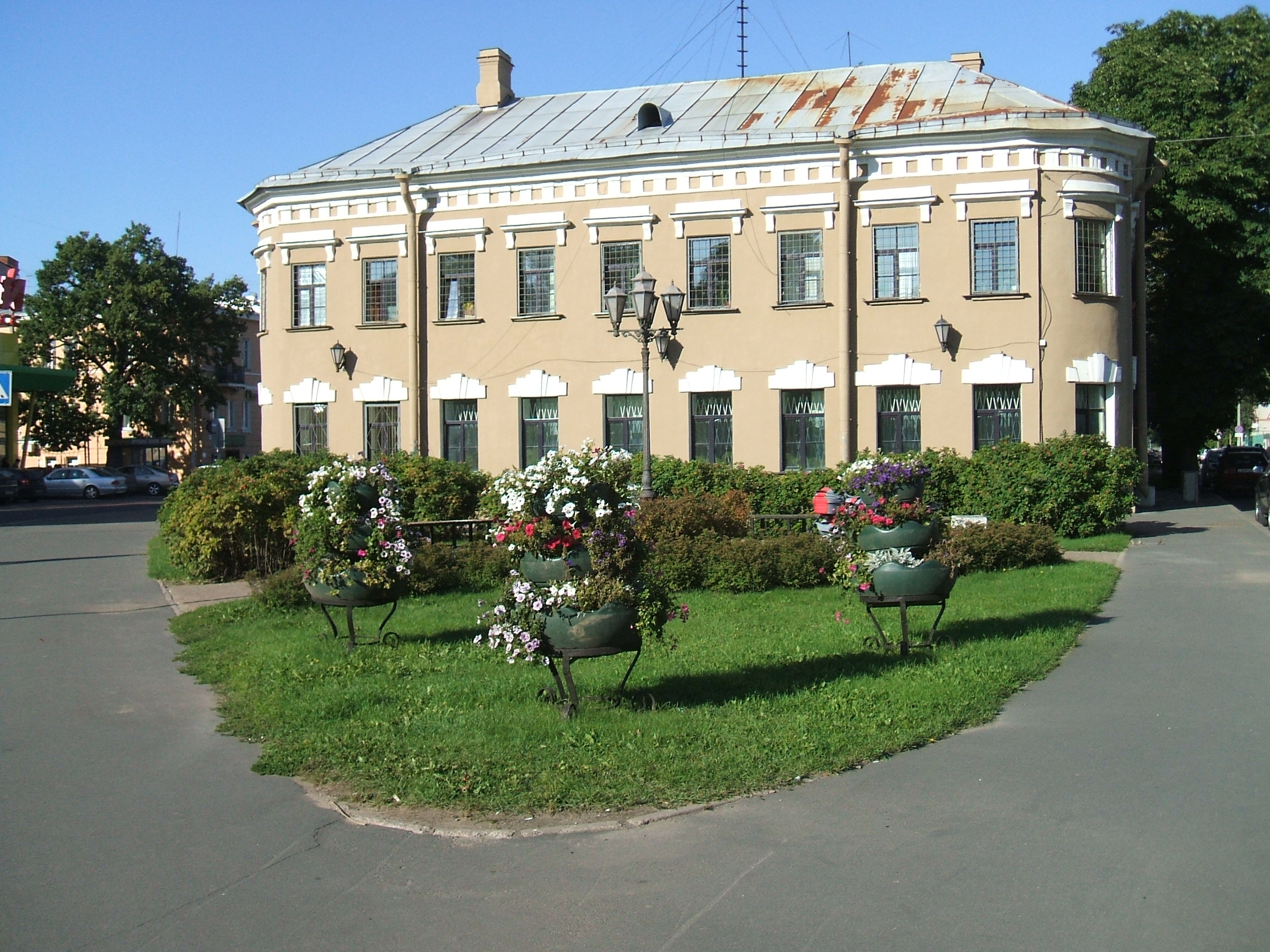
Дом купца Калачёва П. Е.

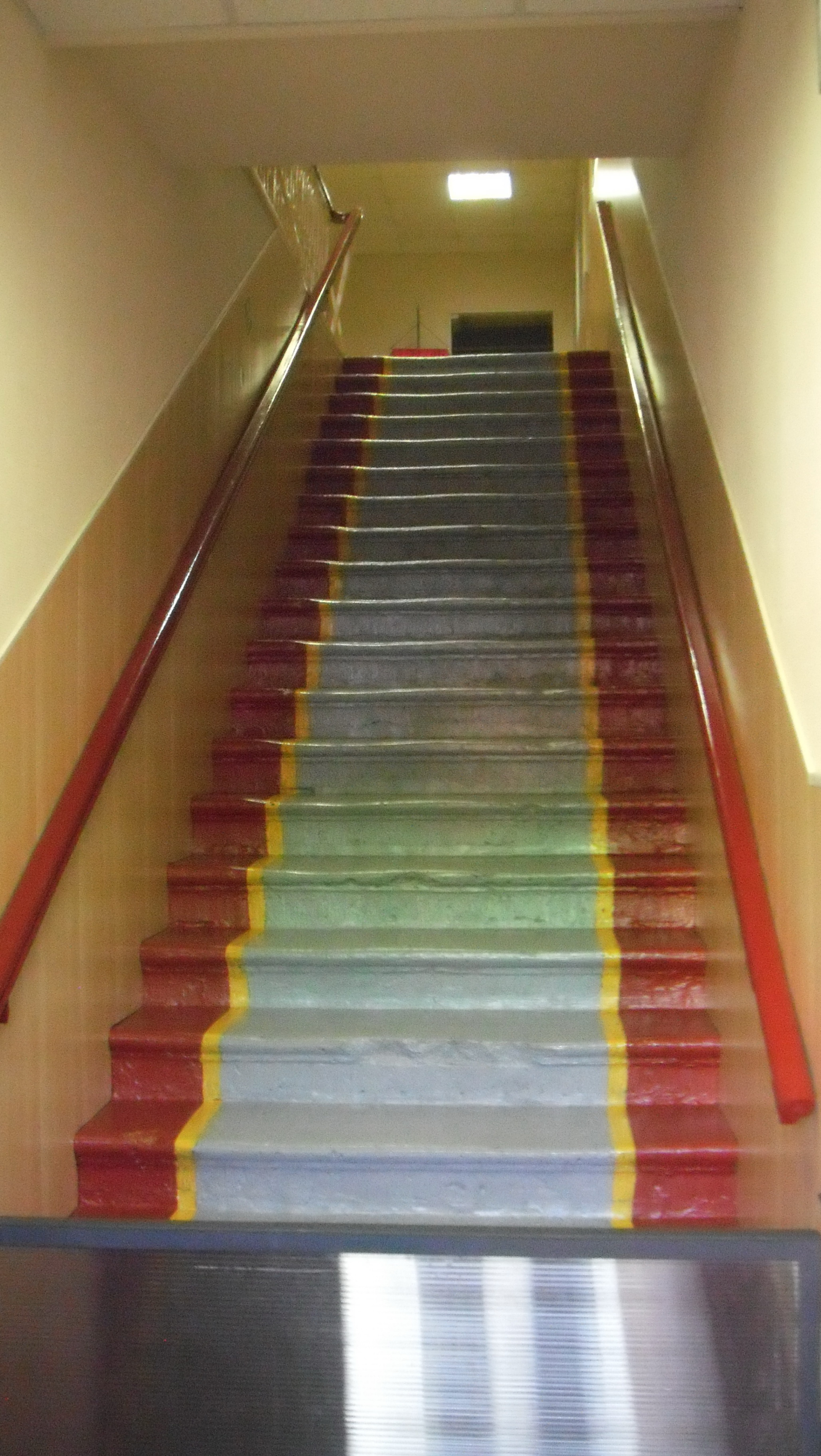
Лестница военкомата

- № 4/2 — дом купца Слободского. Старейшее кирпичное здание Сестрорецка, построенное двухэтажным до пожара 1868 года. В начале XX века купец Слободской содержал в собственном доме «кухмистерское зало», которое сдавал в аренду «под устройство свадебных вечеров, поминальных обедов и других разных семейных торжеств». В 1930-х годах был надстроен третий этаж.

- № 5 — жилой дом (1965[10])

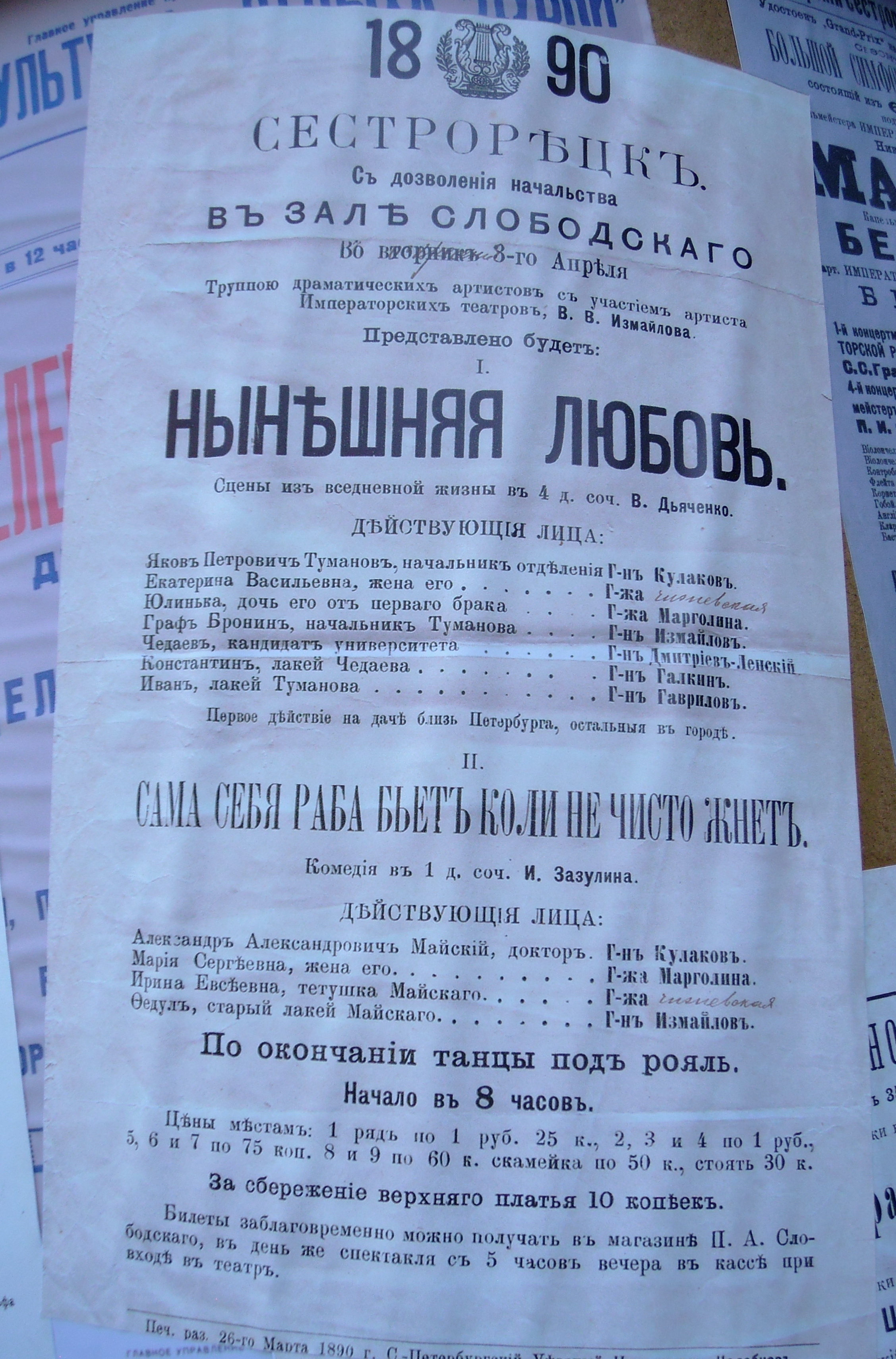
Театр Слободского

- № 5а — особняк Леонтьева, 1873 г. В советское время в бывшем особняке находились различные учреждения. С начала 2000-х двухэтажное здание пустовало[11]. В 2001 году администрация Курортного района обратилась с инициативой о реконструкции дома к гражданину Австралии Августу Леонтьеву, сыну бывшего владельца этого здания купца 2-й гильдии Василия Леонтьева. Леонтьев откликнулся; планировалось, что здесь создадут офисно-гостиничный комплекс по проекту архитектурной мастерской Александра Миронова, а рядом возведут четырёхэтажное здание. Однако идея реализована не была[12]. Новым собственником стало ООО «Компания „Ренессанс“», которое в 2011 году почти полностью снесло здание. КГИОП пытался изъять здание за нарушение охранных обязательство, но суд встал на сторону владельца. 20 октября 2015 года КГИОП снял дом Леонтьева с охраны, а в декабре его остатки полностью снесли. Взамен новый домовладелец ООО «Комфорт» обещает возвести копию, но надстроенную третьим этажом[13]. В июне 2021 года был согласован проект перестройки[14].

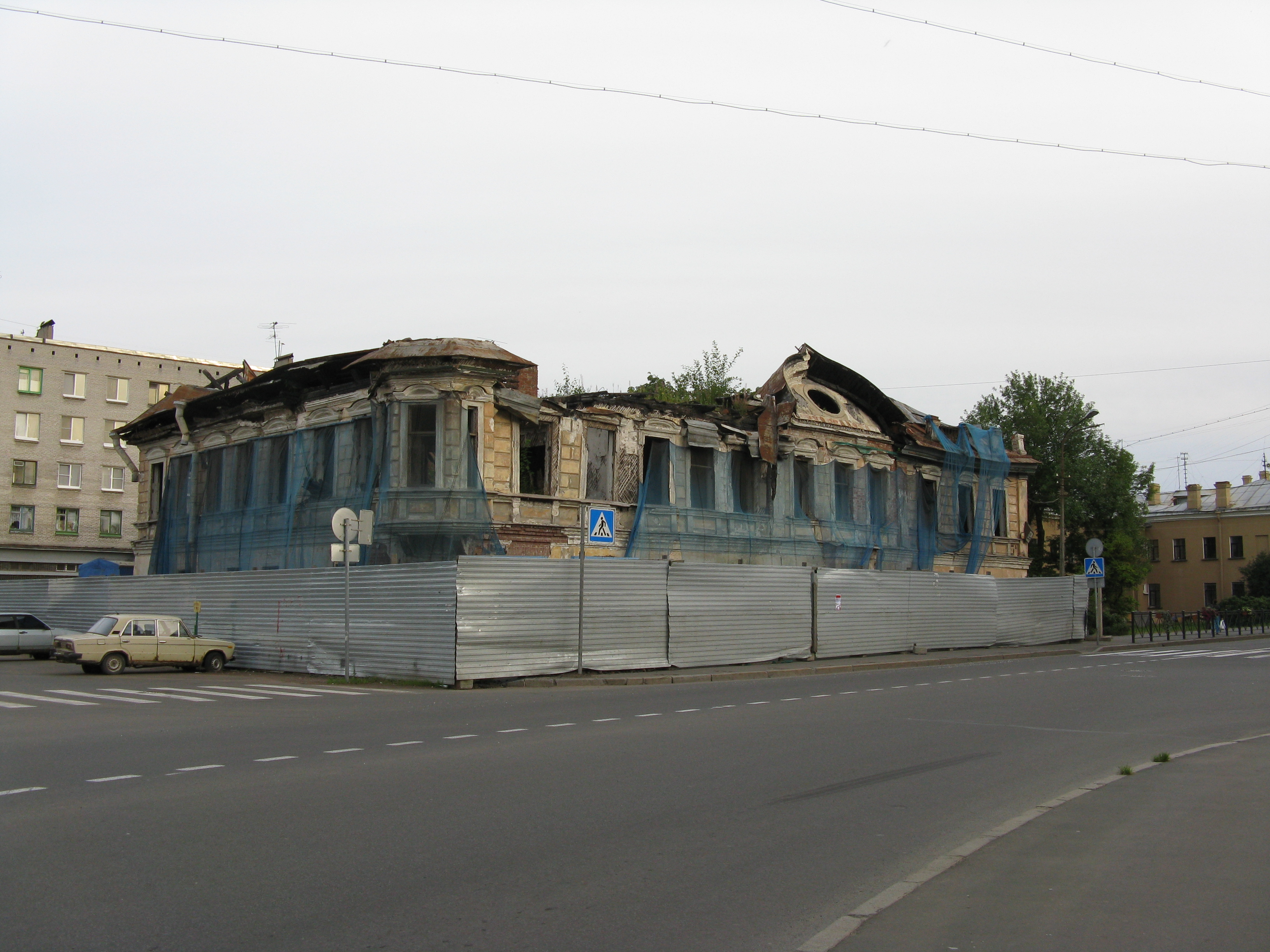
Особняк Леонтьева в 2008 году
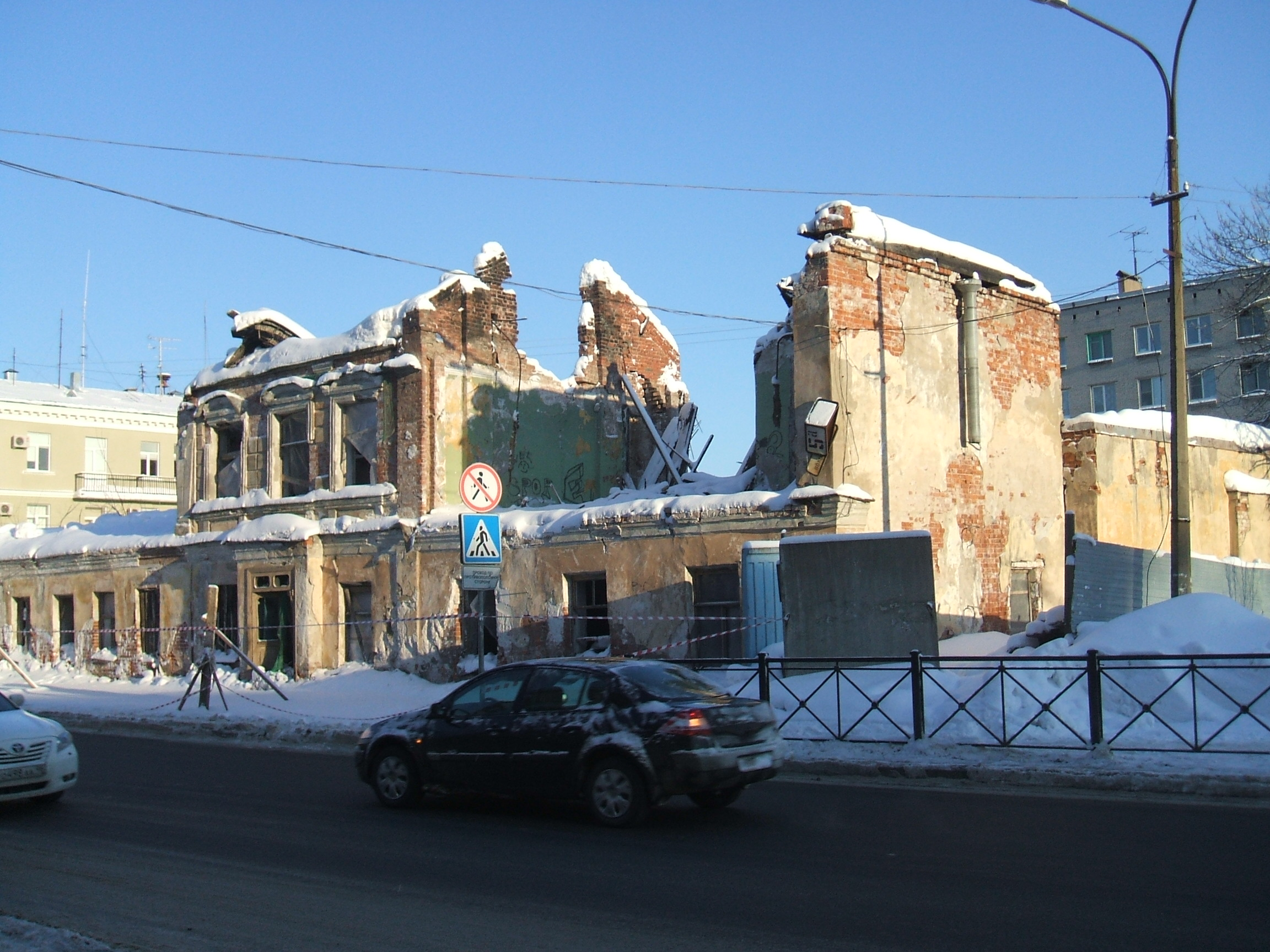
Особняк Леонтьева в 2010 году

- № 6 — жилой дом (1953[10])
- № 7/9 — нежилое здание, в котором находятся отделение полиции, книжный и кондитерский магазины. Во время войны на этом месте находился хлебозавод[15].
- № 7а — нежилое здание. В 1970 году в этом здании находилось отделение Госбанка[16].
- № 8 — жилой дом (1963[10])
- № 9 — жилой дом (1963[10])
- № 11 — жилой дом (1963[10])
- № 13 — жилой дом (1963[10])
- № 15 — жилой дом (1966[10])
- № 16 — жилой дом (1966[10])
- № 17 — жилой дом (1960[10])
- № 19 — жилой дом (1961[10])
- № 20 — жилой дом (1964[10])
- № 21 — жилой дом (1961[10])
- № 22 — жилой дом (1974[10])
- № 23 — жилой дом (1957[10])
- № 25 — жилой дом (1958[10])
- № 26/2 — богадельня и детский приют при костеле (нач. XX в.; выявленный объект культурного наследия[8]). Архитектор Пронин, Арсений Семёнович (1869-25.02.1937)[17]
- № 27 — жилой дом (1958[10])
- № 28/1 — жилой дом (1950[10])
- № 29 — жилой дом (1958[10])
- № 30 — жилой дом (1949[10])
- № 31 — жилой дом (1954[10])
- № 32 — жилой дом (1949[10])
- № 33 — жилой дом (1966[10])
- № 34 — жилой дом (1948[10])
- № 35 — жилой дом (1954[10])
- № 36 — жилой дом (1970[10])
- № 37 — жилой дом (1955[10])
- № 38 — жилой дом (1956[10])
- № 39 — жилой дом (1955[10])
- № 40 — жилой дом (1951[10])
- № 42 — жилой дом (1951[10])
- № 43 — жилой дом (1955[10])
- № 45 — жилой дом (1955[10])
- № 46 — жилой дом (1958[10])
- № 48 — жилой дом (1959[10])
- № 50 — жилой дом (1963[10])
- № 52 — жилой дом (1960[10])
- № 54 — жилой дом (1973[10])
- № 56 — жилой дом (2011[10])
- № 58а — жилой дом (1995[10])

## Перекрёстки
- Площадь Свободы / переулок Свободы / Крещенская улица
- Набережная реки Сестры
- Базарный переулок
- Улица Борисова
- Северный переулок
- Улица Пограничников
- Приморское шоссе

## Фотогалерея

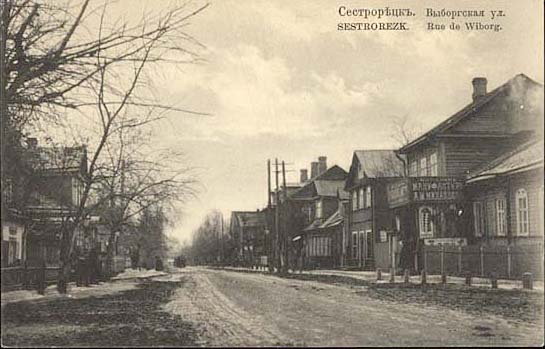
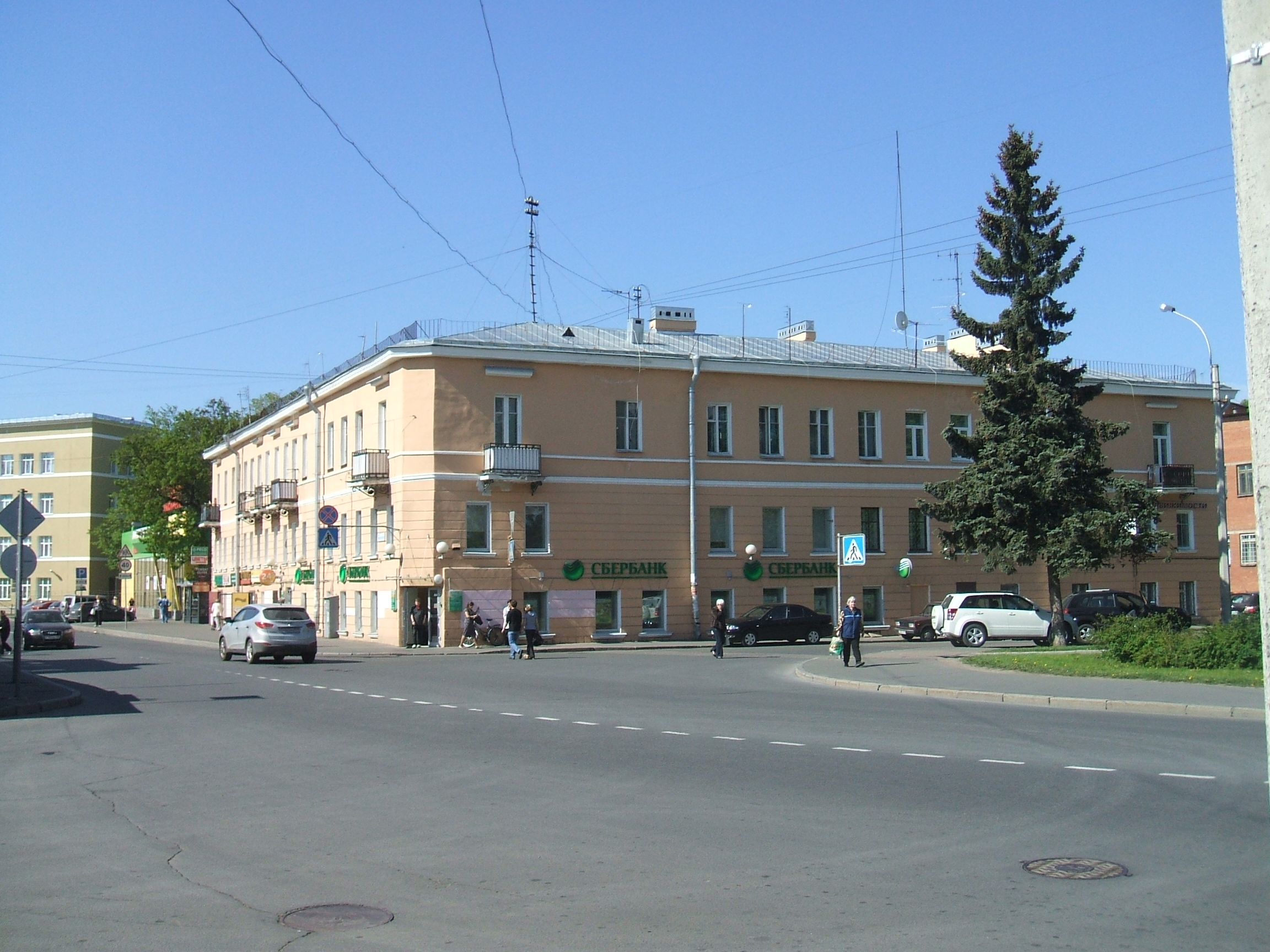
Старейшее здание Сестрорецка — дом № 4 купца Слободского
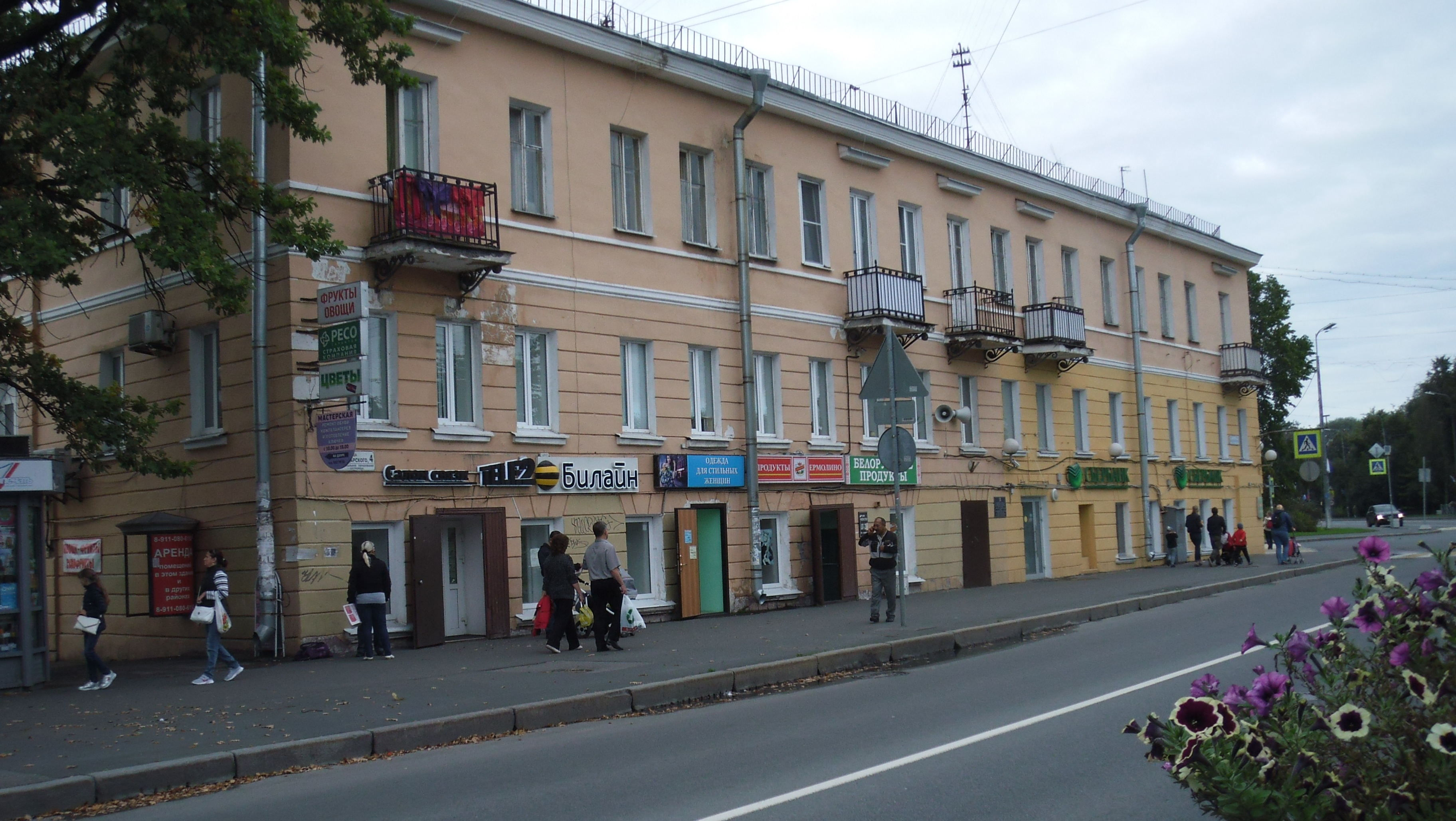
Дом № 4
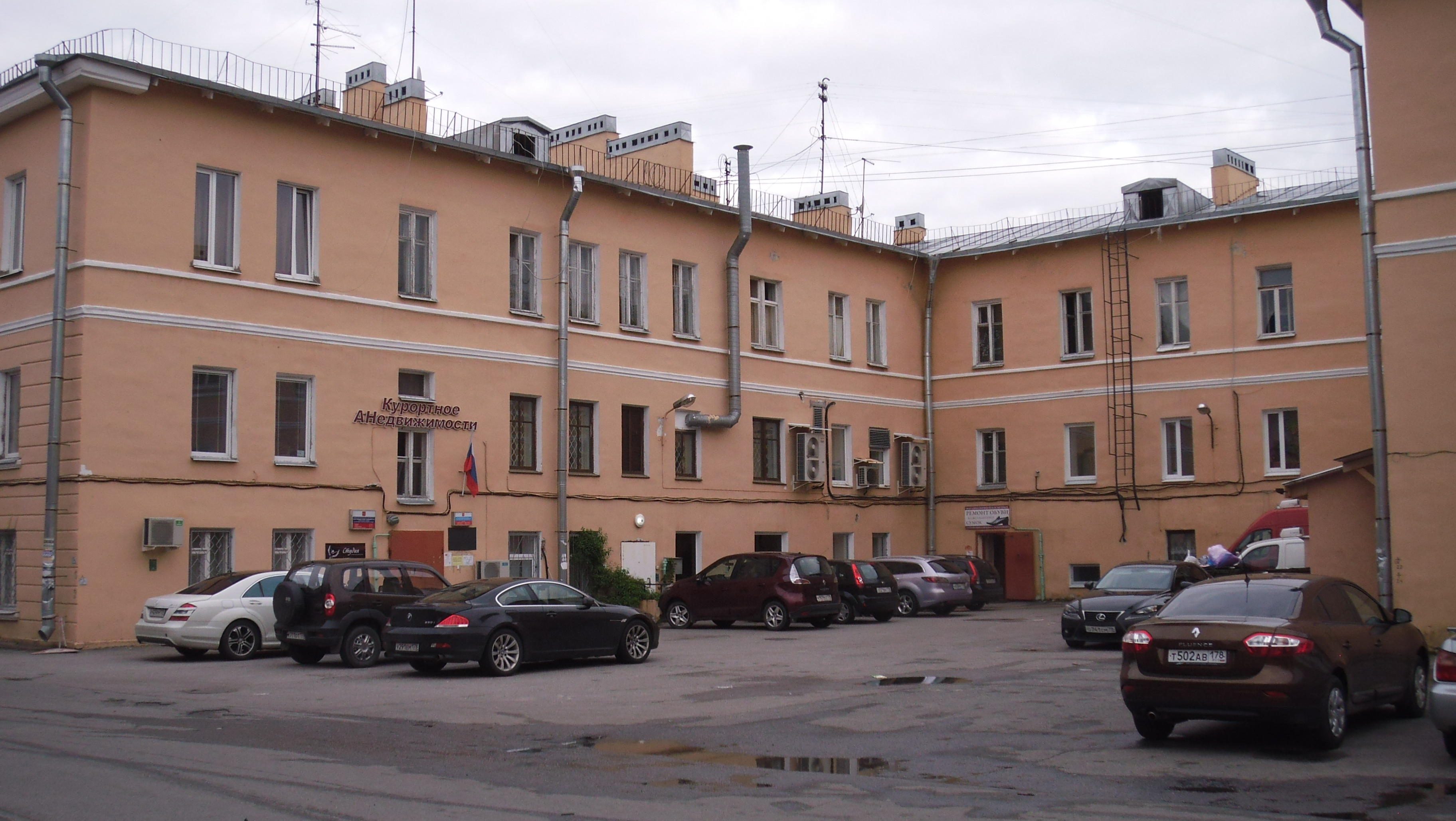
Дом № 4 со двора
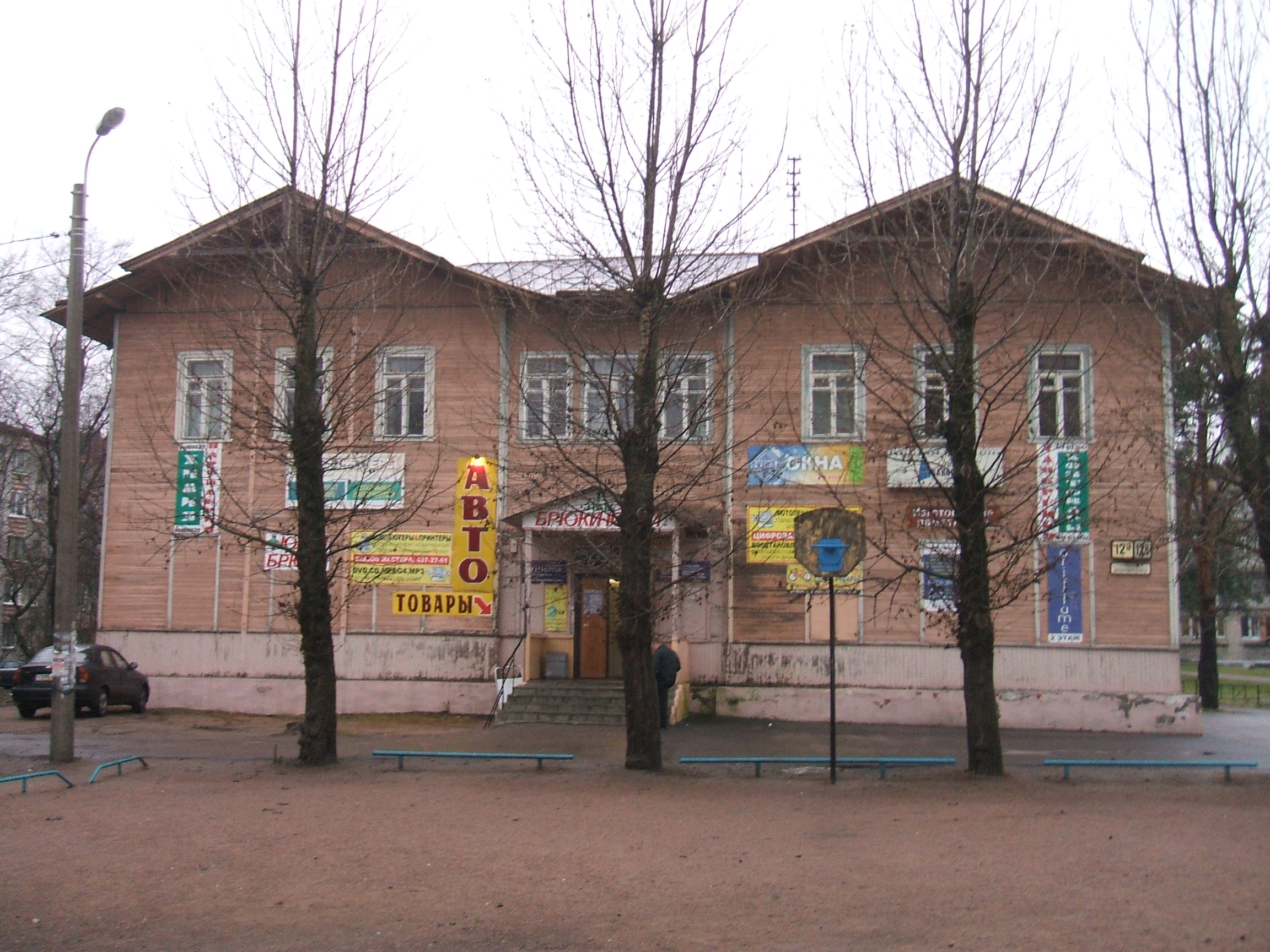
Здание СКИФа
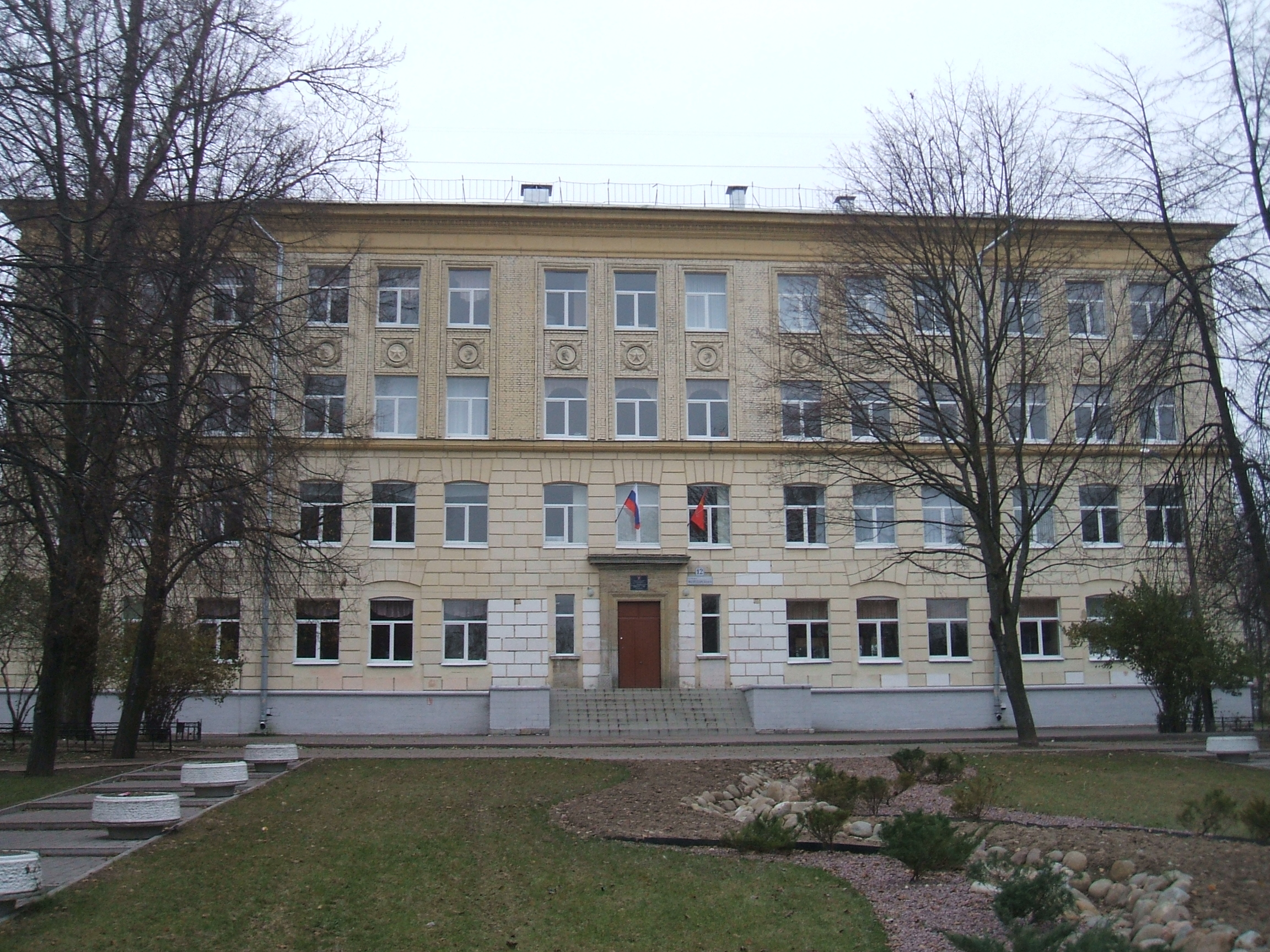
Школа № 541
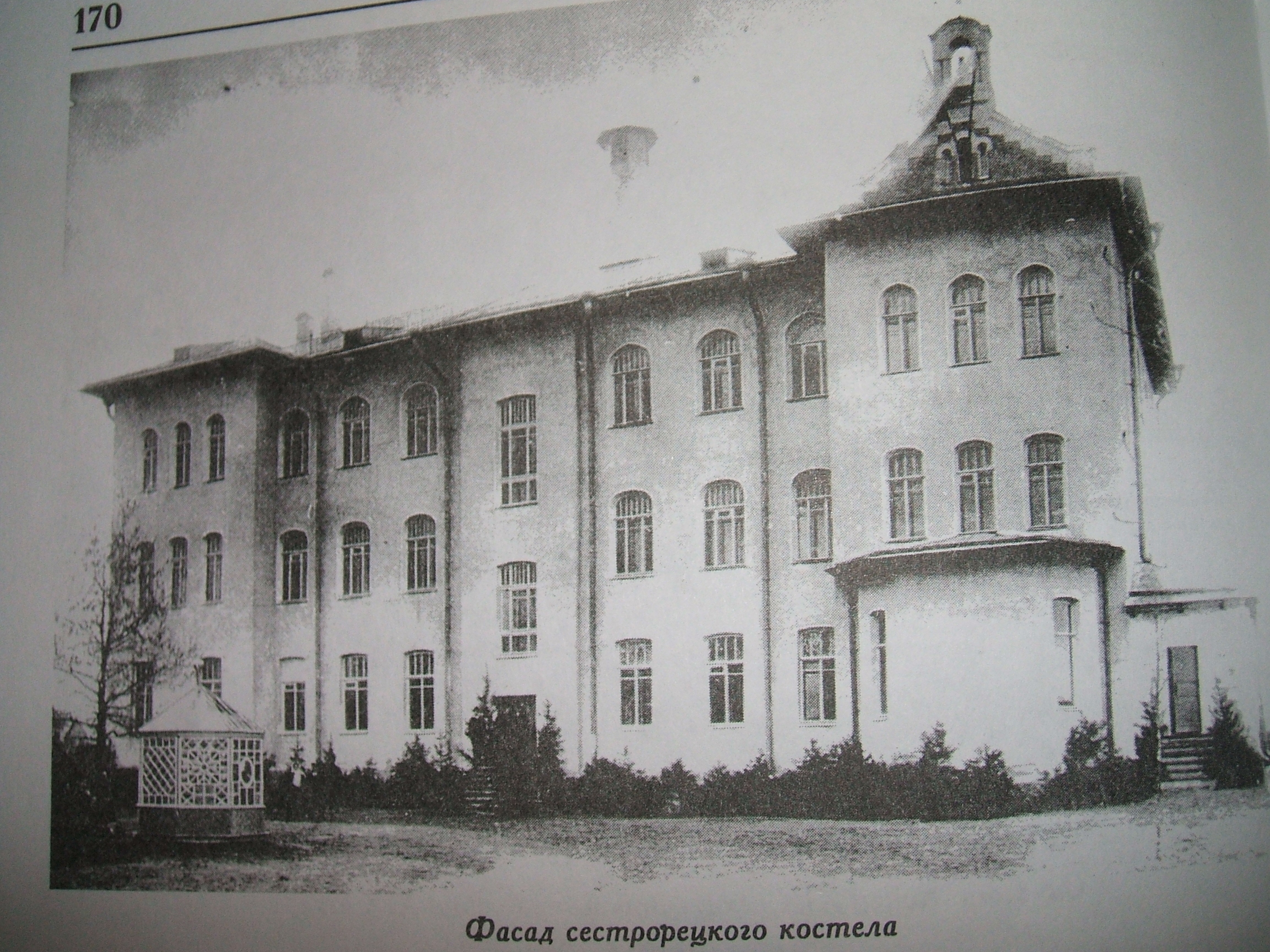
Здание бывшего роддома (улица Володарского, 26)